# The Zombies
The Zombies (formado em 1961 em St Albans, Inglaterra) foi uma banda britânica de rock.
Guiado pelo piano rápido de Rod Argent e a melódica voz de Colin Blunstone, a banda emplacou alguns sucessos no final dos anos 60, como "She's Not There", "Tell Her No" e "Time Of The Season". Embora nunca tenham alcançado o destaque de outros grupos da Invasão Britânica, o Zombies eram os favoritos de críticos musicais por seus complexos arranjos e harmonias vocais. Seu álbum Odessey and Oracle, de 1968, é considerado hoje em dia um dos melhores de sua época.

## Formação
O grupo consistia de Rod Argent (teclado), Paul Atkinson (guitarra), Colin Blunstone (vocal), Hugh Grundy (bateria) e Chris White (baixo).

## Discografia
- Begin Here  (1965)
- Bunny Lake Is Missing - An Original Soundtrack Recording (1965) (contribuiu com algumas faixas)
- Odessey and Oracle  (1968)
- New World  (1991) (apresentando Blunstone, White, Grundy e Sebastian Santa-Maria. Rod Argent participa da regravação de "Time of the Season".)
- As Far as I Can See.....  (2004)
- Breathe Out, Breathe In"  (2011)